# Kostel svaté Kunhuty (Jevišovka)
Kostel svaté Kunhuty je římskokatolický chrám v obci Jevišovka v okrese Břeclav. Funkcionalistická stavba dle návrhu architekta Miloslava Kopřivy byla vystavěna v letech 1929–1930. Nahradila starší kostel, z nějž zůstala zachována pozdně gotická věž. Kostel je chráněn jako kulturní památka České republiky.
Jde o filiální kostel farnosti Drnholec. Dříve byl farním kostelem farnosti Jevišovka, která byla zrušena v roce 2024.

## Historie
Původní kostel svaté Kunhuty ve Frélichově (Jevišovce) byl malý, raně středověký jednolodní chrám. Před rokem 1487 byla k jeho západnímu průčelí přistavěna věž. V souvislosti s výstavbou nového kostela byl původní chrám zbořen, zůstala zachována pouze zvonice s válcovým schodištěm. Nový větší kostel ve stylu funkcionalismu navrhl architekt Miloslav Kopřiva. Jeho výstavba probíhala během let 1929–1930, roku 1931 byl vysvěcen.

## Popis
Kostel svaté Kunhuty je jednolodní stavba s lodí čtvercového půdorysu. Její východní strana je ukončena přesazeným obdélným kněžištěm, k němuž na jihu přiléhá sakristie. Na západní straně je k lodi připojen obdélný vstupní útvar se schodištěm na kruchtu. Loď má plochou střechu a železobetonový kazetový strop, nesený válcovými sloupy. Také kněžiště a sakristie mají plochostropé zastřešení. Okna kněžiště jsou kruhová, okna lodi velká obdélná. Původní gotická věž s válcovým schodištěm je vklíněna mezi vstupní útvar a severozápadní stranu lodi. Věž je zakončena ochozem neseným krakorci, střechu tvoří zděný jehlan. Zvony ve zvonici pocházejí z let 1487 a 1650.
V interiéru se nacházejí sochy Panny Marie, Krista a sousoší svatého Jana z Boha. Autorem sochařských děl je Josef Kubíček. V retabulu hlavního oltáře lze zhlédnout obraz původního kostela svaté Kunhuty.
Před kostelem stojí barokní socha svatého Jana Nepomuckého z roku 1741 od Ignáce Lengelachera.